# پوبیت کاماک
پوبیت کاماک (به لاتین: Pobit Kamak) یک منطقهٔ مسکونی در بلغارستان است که در شهرستان ترکلیانو واقع شده‌است.